# Kevin Kline
Kevin Delaney Kline (24. listopada 1947.), američki filmski i kazališni glumac, nagrađen Oscarom i Tonyem.
Rodio se u St. Louisu, Missouri. Obitelj je posjedovala lanac robnih kuća, kao i najveću trgovinu igračkama i pločama u St. Louisu.
Njegov otac bio je agnostički njemački Židov, a majka katolkinja, kći doseljenika iz irskog okruga Louth.
Kline je odgojen kao katolik.
Nakon mature, odlazi na studij, gdje isprva privlači pozornost kao klasični pijanist, a kasnije prelazi na glumu.
Diplomirao je 1970. godine,dobiva stipendiju za dramski odjel na legendarnoj školi Julliard u New Yorku. 
Poslije boravka tamo, osniva sa skupinom prijatelja glumačku družinu, i kazalište postaje njegova prva glumačka postaja.
Ide na turneje, a najčešće izvođeni autor je William Shakespeare.
Za svoje kazališno umijeće dobiva velike pohvale kritičara, pa i dvije nagrade Tony.
1982.debitira na filmu i do sada je ostvario tridesetak uloga, a partnerica u filmskom debiju bila mu je Meryl Streep, koja je za taj film (Sofijin izbor) dobila Oscara.
Kline nastavlja svoj put u Hollywood, ali kako pažljivo bira uloge, nadimak mu je "Kevin Decline".
1989. dobiva Oscara za svoje portretiranje Otta u filmu "Riba zvana Wanda".(partneri John Cleese, Michael Palin, i Jamie Lee Curtis).
Od 1989. je sretno oženjen glumicom Phoebe Cates s kojom ima dvoje djece. 
Angažiran je u problemu dijabetesa.

## Vanjske poveznice
- Kevin Kline u internetskoj bazi filmova IMDb-u (engl.)